# Vítor Manuel Gamito Gomes
Vítor Manuel Gamito Gomes (Lisboa, 21 d'abril de 1970 és un ciclista portuguès, professional des del 1992 fins al 2004.
Del seu palmarès destaquen els dos Campionats nacional en contrarellotge de 1999 i 2000, i la Volta a Portugal de 2000.
Va participar en els Jocs Olímpics d'estiu de Sydney en la proves de ruta i contrarellotge.

## Palmarès
- 1991
  - Vencedor d'una etapa de la Volta ao Jogo
- 1993
  - 1r al GP Jornal de Noticias i vencedor de 2 etapes
  - Vencedor d'una etapa de la Volta a Portugal
- 1994
  - Vencedor de 2 etapes al GP Jornal de Noticias
  - 1r a la Volta a l'Algarve i vencedor de 2 etapes
  - Vencedor d'una etapa de la Volta a Portugal
- 1995
  - Vencedor d'una etapa del Trofeu Joaquim Agostinho
  - Vencedor de 2 etapes de la Volta a Portugal
  - Vencedor d'una etapa del GP do Minho
  - Vencedor d'una etapa de la Volta a Tras os Montes
  - Vencedor de 2 etapes de la Volta a Portugal do Futuro
- 1998
  - Vencedor d'una etapa del GP do Minho
  - Vencedor d'una etapa del GP Jornal de Noticias
  - Vencedor d'una etapa del Trofeu Joaquim Agostinho
- 1999
  -  Campió de Portugal en contrarellotge
  - 1r al GP do Minho i vencedor d'una etapa
  - Vencedor d'una etapa de la Volta a Portugal
  - Vencedor d'una etapa del GP Sport Noticias
  - Vencedor d'una etapa del GP Abimota
- 2000
  -  Campió de Portugal en contrarellotge
  - 1r a la Volta a Portugal i vencedor de 2 etapes
  - 1r al GP do Minho i vencedor d'una etapa
- 2003
  - Vencedor d'una etapa de la Volta a Portugal
  - Vencedor d'una etapa de la Volta a l'Alentejo

### Resultats a la Volta a Espanya
- 1994. Abandona
- 1995. Abandona
- 1996. Abandona